# 2022-es cannes-i fesztivál
A 75. cannes-i fesztivált 2022. május 17. és május 28. között rendezték meg a Cannes-i Kongresszusi és Fesztiválpalotában. A fesztivál vezetése a rendezvény és a versenyfilm-zsűri elnökének Vincent Lindon francia színészt kérték fel. A nyitó- és zárógála házigazdájának szerepét Virginie Efira belga színésznő töltötte be.

## A 2022. évi fesztivál
A 74. cannes-i fesztivál díjkiosztó gáláján a következő fesztivállal kapcsolatban bejelentett időpontot a rendezvény vezetése két nappal később Twitter-üzenetben módosította; a filmes seregszemlére egy héttel később, a szokásos időszakban, május második felében kerül sor.
A jelentkezési határidő nagyjátékfilmek esetében 2022. február 15., a Cinef iskolafilmjei részére március 1., a kisfilmeké pedig március 5. volt. A korábban Cinéfondation néven ismert szekció 2022-ben új elnevezést kapott: a jövőben Jeune Cinéma (magyarul kb.: „fiatal mozi”, „fiatalos film”) lesz, a fesztivált közvetlenül érintő eleme, a korábbi Válogatás (La Sélection) pedig ezentúl a Cinef (La Cinef) nevet viseli. Feladatköre, szervezete, a válogatás és a díjazás menete nem változott.
2022. március 1-jén a fesztivál vezetése közleményben tudatta, hogy az Ukrajna elleni orosz invázió miatt, az agressziót elszenvedő országgal való szolidaritás jeleként, 2022-ben sem hivatalos orosz delegációt, sem az orosz kormányhoz köthető személyt vagy testületet nem fogadnak a rendezvényen, hacsak az agressziós háború időközben véget nem ér olyan feltételek mellett, amelyek kielégítik az ukrán népet is. Ugyancsak a háborúval kapcsolatos eseményként az utolsó pillanatban felvették a különleges vetítések programjába Mantas Kvedaravičius Mariupolis 2 című dokumentumfilmjét. Az orosz invázió hírére a litván filmes visszatért Ukrajnába, hogy megkeresse azokat az embereket, akikkel 2014–15-ben találkozott és forgatott. Április 2-án, miközben gépkocsiján menekülni próbált az ostromlott Mariupolból, az orosz hadsereg meggyilkolta. Menyasszonya, Hanna Bilobrova, aki elkísérte útján, hazajuttatta az ott forgatott anyagot, amit a rendező korábbi munkatárásával, Dounia Sichov francia színésznővel és filmvágóval állítottak össze.
2022. március 15-én hozták nyilvánosságra a fesztivál első nagyjátékfilmjét, hogy a hivatalos válogatásban, versenyen kívül mutatkozik be Joseph Kosinski régóta várt, forgatási nehézségek és a Covid19-pandémia miatt több éves késéssel mozikba kerülő alkotása, a Top Gun: Maverick, amelyet a május 25-i franciaországi premier előtt vetítenek, és hogy a fesztiválvárosba érkezik a film főszereplője, Tom Cruise is. Ugyancsak a fesztiválon volt az ősbemutatója Baz Luhrmann életrajzi drámájának, az Elvisnek. A vörös szőnyegen, illetve a premier előtti vetítésen jelen volt a rendező, Austin Butler, Tom Hanks és Olivia DeJonge társaságában.
Pierre Lescure fesztiválelnök és Thierry Frémaux főmegbízott 2022. április 14-én mutatta be egy sajtótájékoztató keretében a 75., jubileumi fesztivál hivatalos válogatásának nagyjátékfilmjeit a párizsi UGC Normandie filmszínházban. Ugyanekkor jelentették be, hogy a rendezvény nyitófilmjének Michel Hazanavicius Csapó! című, versenyen kívül bemutatandó zombis horrorvígjátékát választották.
A fesztivál versenyprogramjának zsűrielnökét, s a nagyjátékfilmek zsűrijének nyolc tagját 2022. április 26-án mutatták be. Az elnök személyének kijelölése szokatlanul későn, csupán három héttel a rendezvény megkezdése előtt történt, aminek – a kiszivárgott hírek szerint – az volt az oka, hogy az eredetileg tervezett Penélope Cruz időpont-egyeztetés miatt nem tudta vállalni, hasonló volt a helyzet Marion Cotillarddal is; az ugyancsak szóba jött Aszhar Farhadi pedig időközben plágiumvád célpontja lett.
Tiszteletbeli Arany Pálmát vehetett át a rendezvény megnyitóünnepségén az Oscar-díjas amerikai színész, Forest Whitaker, „ragyogó művészi pályafutása és ritka személyisége, valamint korunk nagy humanitárius akciói iránti diszkrét, de határozott elkötelezettsége” elismeréseként. A Top Gun: Maverick nyitónapon történt vetítése előtt a fesztiválelnök ugyancsak Tiszteletbeli Pálmával jutalmazta meg a film főszereplőjét, Tom Cruiset.
2022-ben a Rendez-vous avec… (Találkozó ... vel) elnevezésű rendezvényen a közönség a következő művészekkel találkozóhattak: Javier Bardem spanyol színész, Agnès Jaoui francia színész, rendező és forgatókönyvíró, Mads Mikkelsen dán színész, valamint Alice Rohrwacher olasz rendező és forgatókönyvíró.
A jubileumi fesztivál plakátja Peter Weir Truman Showjának ikonikus jelenetét idézi meg, amikor a főhőst alakító Jim Carrey a stúdió kék ég díszletét tapogatva fellépdel a lépcsőn, hogy megszökjön a hazugság elől, s kilépjen a szabadságba. A plakát arra biztatja a nézőt, hogy ő is érintse meg a valóság és annak ábrázolása közötti határt, s a rendezvény vörös szőnyeggel borított lépcsőjén jelképesen fellépdelve, ő is térjen be egy moziba, s fedezze fel a művészek igazságát.
Az állami szerveket és a „hetedik művészet” szakembereit tömörítő  Nemzetközi Filmfesztivál Francia Szövetségének Igazgatósága 2022. március 23-i ülésén úgy döntött, hogy a harmadik mandátumát kitöltő és leköszönő Pierre Lescure fesztiválelnök 2022. július 1-jén a titkos szavazással megválasztott Iris Knoblochnak adja át a tisztséget, aki az első női elnök lesz a nemzetközi fesztivál élén. Mandátuma három évre szól. A müncheni Lajos–Miksa Egyetemen, valamint a New York Egyetemen diplomázott, jogi végzettségű, három nyelven beszélő Knobloch 25 évet dolgozott a Warner-birodalom berkeiben, ebből 15 évet annak franciaországi kirendeltségén, az utóbbi két évben pedig hatásköre kiterjedt a WarnerMedia képviseletére Európa francia és német ajkú országaiban.
A 75. filmfesztiválon a magyar filmművészetet egy alkotás képviselte. A hivatalos válogatás Cinef szekciójában versenyzett Szelestey Bianka, az ELTE BTK hallgatójának kisjátékfilmje, a Hajszálrepedés.

## Zsűri

### Versenyprogram
- Vincent Lindon színész, filmrendező, forgatókönyvíró  Franciaország – a zsűri elnöke
- Aszhar Farhadi filmrendező, forgatókönyvíró, producer  Irán
- Rebecca Hall színésznő, producer, forgatókönyvíró, filmrendező  Egyesült Királyság /  Amerikai Egyesült Államok
- Ladj Ly filmrendező, forgatókönyvíró, producer, színész  Franciaország
- Jeff Nichols filmrendező, forgatókönyvíró  Amerikai Egyesült Államok
- Deepika Padukone színésznő  India
- Noomi Rapace színésznő  Svédország
- Joachim Trier filmrendező, forgatókönyvíró  Norvégia
- Jasmine Trinca színésznő, filmrendező  Olaszország

### Cinef és rövidfilmek
- Yousry Nasrallah filmrendező  Egyiptom – a zsűri elnöke
- Monia Chokri színésznő, filmrendező  Kanada
- Félix Moati színész, filmrendező  Franciaország
- Jean-Claude Raspiengeas újságíró, filmkritikus  Franciaország
- Laura Wandel filmrendező, forgatókönyvíró-nő  Belgium

### Un Certain Regard
- Valeria Golino filmrendező, színész, producer  Olaszország – a zsűri elnöke
- Benjamin Biolay dal- és zeneszerző, előadóművész, színész, producer  Franciaország
- Debra Granik filmrendező  Amerikai Egyesült Államok
- Joanna Kulig színésznő  Lengyelország
- Édgar Ramírez színész, producer  Venezuela

### Arany Kamera
- Rossy de Palma színésznő  Spanyolország – a zsűri elnöke
- Natasza Chroscicki az ARRI France[18] főigazgatója  Franciaország
- Lucien Jean-Baptiste színész, filmrendező, forgatókönyvíró  Franciaország
- Jean-Claude Larrieu operatőr  Franciaország
- Samuel Le Bihan színész  Franciaország
- Olivier Pelisson újságíró, filmkritikus  Franciaország
- Éléonore Weber szerző, rendező, filmkészítő  Franciaország

## Hivatalos válogatás

### Nagyjátékfilmek versenye
- Armageddon Time – rendező: James Gray
- Boy from Heaven (Fiú a mennyből) – rendező: Tarik Saleh
- Broker – rendező: Koreeda Hirokazu
- Close (Közel) – rendező: Lukas Dhont
- Crimes of the Future (A jövő bűnei) – rendező: David Cronenberg
- EO (Iá) – rendező: Jerzy Skolimowski
- Frère et soeur – rendező: Arnaud Desplechin
- Hoiocsil gjolszim (헤어질 결심, He-eo-jil kyeol-sim) (A titokzatos nő) – rendező: Pak Cshanuk (박찬욱, Park Chan-wook)
- Holy Spider (Szent pók) – rendező: Ali Abbasi
- Leila’s Brothers (برادران لیلا) (Leila testvérei) – rendező: Saeed Roustaee
- Le otto montagne (Nyolc hegy) – rendező: Charlotte Vandermeersch, Felix Van Groeningen
- Les amandiers – rendező: Valeria Bruni Tedeschi
- Nostalgia (Nosztalgia) – rendező: Mario Martone
- R.M.N. – rendező: Cristian Mungiu
- Showing Up – rendező: Kelly Reichardt
- Stars at Noon – rendező: Claire Denis
- Tori et Lokita (Tori és Lokita) – rendező: Jean-Pierre és Luc Dardenne
- Tourment sur les îles (Pacifiction) – rendező: Albert Serra
- Triangle of Sadness (A szomorúság háromszöge) – rendező: Ruben Östlund
- Un petit frère – rendező: Léonor Serraille
- Zsena Csajkovszkogo (Csajkovszkij felesége; Жена Чайковского) – rendező: Kirill Szemjonovics Szerebrennikov

### Un certain regard
- Bacsennja Metelika (Бачення метелика) – rendező: Makszim Nakonecsnij
- Corsage (Fűző) – rendező: Marie Kreutzer
- Domingo y la niebla – rendező: Ariel Escalante Meza
- Harka – rendező: Lotfy Nathan
- Joyland – rendező: Saim Sadiq
- Kurak günler (Száraz napok) – rendező: Emin Alper
- Le bleu du caftan – rendező: Maryam Touzani
- Les pires (A legrosszabbak) – rendező: Lise Akoka, Romane Gueret
- Mediterranean Fever (Mediterrán láz) – rendező: Maha Haj
- Metronom – rendező: Alexandru Belc
- Plan 75 (A 75-ös terv) – rendező: Hajakava Csie
- Plus que jamais (Hélène döntése) – rendező: Emily Atef
- Retour à Séoul – rendező: Davy Chou
- Rodeo (Rodeó) – rendező: Lola Quivoron
- Sick of Myself (Rosszul vagyok magamtól) – rendező: Kristoffer Borgli
- The Silent Twins (A csendes ikrek) – rendező: Agnieszka Smoczyńska
- The Stranger (Idegenek egymás között) – rendező: Thomas M Wright
- Tirailleurs (Én vagyok az apád) – rendező: Mathieu Vadepied (nyitófilm)
- Vanskabte Land (Isten földje) – rendező: Hlynur Pálmason
- War Pony – rendező: Riley Keough, Gina Gammell

### Nagyjátékfilmek versenyen kívül
- Coupez ! (Csapó!) – rendező: Michel Hazanavicius
- Elvis – rendező: Baz Luhrmann
- L’innocent (Családban marad) – rendező: Louis Garrel
- Masquerade (Veszedelmes vonzódás) – rendező: Nicolas Bedos
- Novembre – rendező: Cédric Jimenez
- Three Thousand Years Of Longing (Háromezer év vágyakozás) – rendező: George Miller
- Top Gun: Maverick – rendező: Joseph Kosinski

#### Éjféli előadások
- Fumer fait tousser – rendező: Quentin Dupieux
- Hunt – rendező: I Dzsongdzse (李政宰, Lee Jung-jae)
- Moonage Daydream – rendező: Brett Morgen
- Rebel – rendező: Adil El Arbi és Bilall Fallah

#### Cannes-i premierek
- As bestas (Szörnyetegek) – rendező: Rodrigo Sorogoyen
- Chronique d’une liaison passagère (Egy röpke románc naplója) – rendező: Emmanuel Mouret
- Dodo – rendező: Panos H. Koutras
- Don Juan – rendező: Serge Bozon
- Esterno Notte – rendező: Marco Bellocchio
- Irma Vep – rendező: Olivier Assayas
- La nuit du 12 (Akkor éjjel) – rendező: Dominik Moll
- Nos frangins – rendező: Rachid Bouchareb

#### Cannes-i klasszikusok

##### Restaurált kópiák
- Deus e o Diabo na Terra do Sol (Isten és Ördög a Nap földjén) – rendező: Glauber Rocha
- Itim – rendező: Mike De Leon
- La Maman et la putain (A mama és a kurva) – rendező: Jean Eustache (szekció-nyitófilm)
- Le procès (A per) – rendező: Orson Welles
- Poil de Carotte (Csutak úrfi) – rendező: Julien Duvivier
- Pratidwandi (Ellenfél) – rendező: Satyajit Ray
- Sciuscià (Fiúk a rács mögött) – rendező: Vittorio De Sica
- Sedmikrásky (Százszorszépek) – rendező: Věra Chytilová
- Si j’étais un espion (Ha kém lennék) – rendező: Bertrand Blier
- Singin' in the Rain (Ének az esőben) – rendező: Gene Kelly és Stanley Donen
- Thampu – rendező: Govindan Aravindan
- The Last Waltz (Az utolsó valcer) – rendező: Martin Scorsese
- Viva la muerte (Éljen a halál) – rendező: Fernando Arrabal

##### Dokumentumfilmek
- Gérard Philipe, le dernier hiver du Cid – rendező: Patrick Jeudy
- Hommage d’une fille à son père – rendező: Fatou Cissé
- Jane Campion, la femme cinéma – rendező: Julie Bertuccelli
- L’Ombre de Goya par Jean-Claude Carrière – rendező: José Luis Lopez-Linares
- Official Film of the Olympic Games Tokyo 2020 Side A – rendező: Kavasze Naomi
- Patrick Dewaere, mon héros – rendező: Alexandre Moix
- Romy femme libre – rendező: Lucie Cariès
- The Last Movie Stars – rendező: Ethan Hawke (3-4. epizód)
- Tres en la deriva del acto creativo – rendező: Fernando Solanas
- Visions of Eight (Így látták ők) – rendező: Miloš Forman, Jurij Ozerov, Claude Lelouch, Mai Zetterling, Michael Pfleghar, Icsikava Kon, Arthur Penn, John Schlesinger

#### Különleges vetítések
- All That Breathes – rendező: Shaunak Sen
- Jerry Lee Lewis: Trouble in Mind – rendező: Ethan Coen
- Le petit Nicolas qu’est-ce qu’on attend pour être heureux ? – rendező: Amandine Fredon, Benjamin Massoubre
- Marcel! – rendező: Jasmine Trinca
- Mariupolis 2 – rendező: Mantas Kvedaravičius
- Mi pais imaginario – rendező: Patricio Guzmán
- Restos do vento – rendező: Tiago Guedes
- Riposte féministe – rendező: Marie Perennès, Simon Depardon
- Salam – rendező: Mélanie "Diam's", Houda Benyamina, Anne Cissé
- The Natural History of Destruction – rendező: Szergej Loznica
- The Vagabonds – rendező: Doroteya Droumeva

#### Strandmozi
- Ballroom Dancing (Kötelező táncok) rendező: Baz Luhrmann
- Christophe… définitivement rendező: Ange Leccia és Dominique Gonzalez-Foerster
- E.T. the Extra-Terrestrial (E. T., a földönkívüli) rendező: Steven Spielberg
- Est-Ouest (Kelet-Nyugat) rendező: Régis Wargnier
- Fanfan la tulipe (Királylány a feleségem) rendező: Christian-Jaque
- La Cour des miracles rendező: Carine May és Hakim Zouhani
- Le Pacte des loups (Farkasok szövetsége) rendező: Christophe Gans
- The Godfather (A Keresztapa) rendező: Francis Ford Coppola
- The Last Picture Show (Az utolsó mozielőadás) rendező: Peter Bogdanovich
- The Truman Show (Truman Show) rendező: Peter Weir
- This Is Spinal Tap (A turné) rendező: Rob Reiner
- Un Singe en hiver (Majom a télben) rendező: Henri Verneuil

### Rövidfilmek versenye
- Tsutsuɛ – rendező: Amartei Armar
- Po szuj taj jang cse hszin (Po sui tai yang zhi xin) – rendező: Pi Kan (比干, Bǐ gàn)
- Lori – rendező: Abinash Bikram Shah
- Hajpien seng csi jico hszüanja (海边升起一座悬崖, Hǎibiān shēng qǐ yīzuò xuányá) – rendező: Story Chen (Csen Csiang-jing (陈剑莹, Chén Jiàn-yíng)
- Uogos – rendező: Vytautas Katkus
- Same Old – rendező: Lloyd Lee Choi
- Le feu au lac – rendező: Pierre Menahem
- Gakjil – rendező: Sujin Moon
- Luz Nocturna – rendező: Kim Torres

### A Cinef szekció
- Chlieb náš každodenný – rendező: Alica Bednáriková (Filmová a televízna fakulta – Vysokej školy múzických umení v Bratislave,  Szlovákia)
- Mumlife – rendező: Ruby Challenger (Australian Film, Television and Radio School (AFTRS)  Ausztrália)
- Tout ceci vous reviendra – rendező: Lilian Fanara (La Fémis,  Franciaország)
- Les humains sont cons quand ils s’empilent – rendező: Laurène Fernandez (CinéFabrique,  Franciaország)
- Il barbiere complottista – rendező: Valerio Ferrara (Centro Sperimentale di Cinematografia,  Olaszország)
- The Pass – rendező: Pepi Ginsberg (New York University,  Amerikai Egyesült Államok)
- Sheherut – rendező: Orin Kadoori (Steve Tisch School of Film & Television, Tel Aviv University,  Izrael)
- Nauha – rendező: Pratham Khurana (Whistling Woods International,  India)
- Jutro nas tam nie ma – rendező: Olga Kłyszewicz (Państwowa Wyższa Szkoła Filmowa, Telewizyjna i Teatralna im. Leona Schillera w Łodzi,  Lengyelország)
- Ti er (Di er) – rendező: Li Csia-ho (李家赫, Lǐ Jiāhè) (Hebei University Of Science And Technology – School Of Film And Television,  Kína
- Feng cseng (Feng zheng) – rendező: Li Jing-tung (李映彤, Li Yingtong) (Emerson College, Boston,  Amerikai Egyesült Államok
- Mistida – rendező: Falcão Nhaga (Escola Superior de Teatro e Cinema.  Portugália)
- Glorious Revolution – rendező: Masha Novikova (The London Film School,  Egyesült Királyság)
- 100% flået kærlighed – rendező: Malthe Saxer (Den Danske Filmskole,  Dánia)
- Hajszálrepedés – rendező: Szelestey Bianka (ELTE BTK Művészetelméleti és Médiakutatási Intézet Stúdió,  Magyarország)
- Spring Roll Dream – rendező: Mai Vu (National Film and Television School,  Egyesült Királyság)

## Párhuzamos rendezvények

### Kritikusok Hete

#### Nagyjátékfilmek
- Aftersun – rendező: Charlotte Wells
- Alma Viva – rendező: Cristèle Alves Meira
- Dalva – rendező: Emmanuelle Nicot
- La Jauría – rendező: Andrés Ramírez Pulido
- Metsurin tarina – rendező: Mikko Myllylahti
- Nos Cérémonies – rendező: Simon Rieth
- Tasavor – rendező: Ali Behrad

#### Rövidfilmek
- Canker – rendező: Tu Lin (涂琳, Tu Lin)
- Cuerdas – rendező: Estibaliz Urresola Solaguren
- Tang vo vang hsziang ni tö sihu (当我王想你的时候, Dāng wǒ wáng xiǎng nǐ de shíhòu) (Will You Look At Me) – rendező: Huang Su-li (黃淑俐, Huang Shuli)
- Ice Merchants – rendező: João Gonzalez
- It’s Nice in Here – rendező: Robert-Jonathan Koeyers
- Las criaturas que se derriten bajo el sol – rendező: Diego Céspedes
- Nisam je stigao voljeti – rendező: Anna Fernandez De Paco
- On Xerxes' throne (Στον Θρονο Του Ξερξη) – rendező: Evi Kalogiropoulou
- Raie Manta – rendező: Anton Bialas
- Swan dans le centre – rendező: Iris Chassaigne

#### Külön előadások

##### Nagyjátékfilmek
- When You Finish Saving the World – rendező: Jesse Eisenberg (nyitófilm)
- Goutte d’or – rendező: Clément Cogitore
- Tout le monde aime Jeanne – rendező: Céline Devaux
- Daum Szohui (다음 소희, Da-eum so-hui) – rendező: Csong Dzsuri (정주리, Jung July) (zárófilm)

##### Rövidfilmek
- Amo – rendező: Emmanuel Gras
- Hideous – rendező: Yann Gonzalez
- Scale – rendező: Joseph Pierce

##### A Moreliai Nemzetközi Filmfesztivál vendégfilmjei
- Al motociclista no le cabe la felicidad en el traje – rendező: Gabriel Herrera
- Llueve – rendező: Magali Rocha Donnadieu, Carolina Corral Paredes
- Mi edad, la tuya y la del mundo – rendező: Fernanda Tovar
- El sueño más largo que recuerdo – rendező: Carlos Lenin

### Rendezők Kéthete

#### Nagyjátékfilmek
- 1976 – rendező: Manuela Martelli
- Ashkal – rendező: Youssef Chebbi
- De humani corporis fabrica – rendező: Véréna Paravel, Lucien Castaing-Taylor
- El agua – rendező: Elena López Riera
- Enys Men – rendező: Mark Jenkin
- Falcon Lake – rendező: Charlotte Le Bon
- Fogo-Fátuo – rendező: João Pedro Rodrigues
- Funny Pages – rendező: Owen Kline
- God’s Creatures – rendező: Anna Rose Holmer, Saela Davis
- L’envol – rendező: Pietro Marcello (nyitófilm)
- La dérive des continents (Au Sud) – rendező: Lionel Baier
- La montagne – rendező: Thomas Salvador
- Le parfum vert – rendező: Nicolas Pariser (zárófilm)
- Les années Super-8 – rendező: Annie Ernaux, David Ernaux-Briot
- Les cinq diables – rendező: Léa Mysius
- Les harkis – rendező: Philippe Faucon
- Men – rendező: Alex Garland
- Pamfir (Памфір) – rendező: Dmitro Mihajlovics Szuholitkij-Szobcsuk
- Revoir Paris – rendező: Alice Winocour
- Taht el Karmouss – rendező: Erige Sehiri
- The Dam – rendező: Ali Cherri
- Un beau matin – rendező: Mia Hansen-Løve
- Un varón – rendező: Fabian Hernández

## Díjak

### Nagyjátékfilmek
- Arany Pálma: Triangle of Sadness (A szomorúság háromszöge) – rendező: Ruben Östlund [19]
- Nagydíj:
  - Close (Közel) – rendező: Lukas Dhont
  - Stars at Noon – rendező: Claire Denis
- A zsűri díja:
  - EO (Iá) – rendező: Jerzy Skolimowski
  - Le otto montagne (Nyolc hegy) – rendező: Charlotte Vandermeersch, Felix Van Groeningen
- A fesztivál 75. évfordulós díja: Tori és Lokita (Tori és Lokita) – rendező: Jean-Pierre és Luc Dardenne
- Legjobb rendezés díja: Hoiocsil gjolszim (헤어질 결심, He-eo-jil kyeol-sim) (A titokzatos nő) – rendező: Pak Cshanuk (박찬욱, Park Chan-wook)
- Legjobb női alakítás díja: Zahra Amir Ebráhimi – Holy Spider (Szent Pók)
- Legjobb férfi alakítás díja: Szong Gangho (송강호, Song Kang-ho) – Broker
- Legjobb forgatókönyv díja: Tarik Saleh – Boy from Heaven (Fiú a mennyből)

### Un certain regard
- Un certain regard-díj: Les pires (A legrosszabbak) – rendező: Lise Akoka, Romane Gueret [20]
- A zsűri díja: Joyland – rendező: Saim Sadiq
- A rendezés díja: Alexandru Belc – Metronom
- A legjobb alakítás díja (megosztva):
  - Vicky Krieps – Corsage (Fűző)
  - Adam Bessa – Harka
- A legjobb forgatókönyv díja: Maha Haj – Mediterranean Fever (Mediterrán láz)
- A zsűri kedvence: Rodeo (Rodeó) – rendező: Lola Quivoron

### Rövidfilmek
- Arany Pálma (rövidfilm): Hajpien seng csi jico hszüanja (海边升起一座悬崖, Hǎibiān shēng qǐ yīzuò xuányá) – rendező: Story Chen (Csen Csiang-jing (陈剑莹, Chén Jiàn-yíng)
- A zsűri külön dicsérete (rövidfilm): Lori – rendező: Abinash Bikram Shah

### Cinéfondation
- A Cinef első díja: Il barbiere complottista – rendező: Valerio Ferrara [21]
- A Cinef második díja: Ti er (Di er) – rendező: Li Csia-ho (李家赫, Lǐ Jiāhè)
- A Cinef harmadik díja:
  - Glorious Revolution – rendező: Masha Novikova
  - Les humains sont cons quand ils s’empilent – rendező: Laurène Fernandez

### Arany Kamera
- Arany Kamera: War Pony[22] – rendező: Riley Keough, Gina Gammell
- Arany Kamera – Külön dicséret: Plan 75 (A 75-ös terv)[22] – rendező: Hajakava Csie

### Egyéb díjak
- Tiszteletbeli Pálma:
  - Forest Whitaker
  - Tom Cruise
- FIPRESCI-díj:
  - Leila’s Brothers (برادران لیلا) (Leila testvérei) – rendező: Saeed Roustaee
  - Le bleu du caftan[22] – rendező: Maryam Touzani
  - Dalva[23] – rendező: Emmanuelle Nicot
- Technikai-művészi CST-díj: A Triangle of Sadness (A szomorúság háromszöge) hangtechnikusi csapata
- Fiatal filmtechnikus nő CST-díja: Marion Burger látványtervező – Un petit frère
- Cannes-i Filmzene díj: Paweł Mykietyn zeneszerző – EO (Iá)
- Ökumenikus zsűri díja: Broker – rendező: Koreeda Hirokazu [24]
- François Chalais-díj: Boy from Heaven (Fiú a mennyből) – rendező: Tarik Saleh
- A polgárság díja: Leila’s Brothers (برادران لیلا) (Leila testvérei) – rendező: Saeed Roustaee
- Arany Szem: All That Breathes – rendező: Shaunak Sen
- Arany Szem külön dicséret: Mariupolis 2 – rendező: Mantas Kvedaravičius
- Queer Pálma: Joyland – rendező: Saim Sadiq
- Queer Pálma (kisfilm): Hajpien seng csi jico hszüanja (海边升起一座悬崖, Hǎibiān shēng qǐ yīzuò xuányá) – rendező: Story Chen (Csen Csiang-jing (陈剑莹, Chén Jiàn-yíng)
- Chopard Trófea: Sheila Atim, Jack Lowden

## Hírességek
Isabelle Adjani, Casey Affleck, Joe Alwyn, Oulaya Amamra, Javier Bardem, Bérénice Bejo, Marco Bellocchio, Iris Berben, Gael Garcia Bernal, Carole Bouquet, Jerry Bruckheimer, Carla Bruni, Daniel Brühl, Austin Butler, Jeanne Cadieu, Naomi Campbell, Guillaume Canet, Charlotte Casiraghi, Fala Chen, Ethan Coen, Jennifer Connelly, Marion Cotillard, Clotilde Courau, Caylee Cowan, Tom Cruise, Viola Davis, Olivia DeJonge, Cara Delevingne, Anaïs Demoustier, Émilie Dequenne, Alexandre Desplat, Jean Dujardin, Romain Duris, Joel Edgerton, Idris Elba, Adèle Exarchopoulos, Elle Fanning, Aszhar Farhadi, Michael Fassbender, Pierfrancesco Favino, Gina Gammell, Louis Garrel, Tony Gatlif, Valeria Golino, Jake Gyllenhaal, Rebecca Hall, Jon Hamm, Nora Hamzawi, Tom Hanks, Winnie Harlow, Woody Harrelson, Sean Harris, Anne Hathaway, Ethan Hawke, Isabelle Huppert, Camélia Jordana, Gérard Jugnot, Mathieu Kassovitz, Riley Keough, Sandrine Kiberlain, Joseph Kosinsk, Charlbi Dean Kriek, Vicky Krieps, Diane Kruger, Diane Kruger, Vincent Lacoste, Mélanie Laurent, Claude Lelouch, Vincent Lindon, Eva Longoria, Diego Luna, Andie MacDowell, Benoît Magimel, Sophie Marceau, Chiara Mastroianni, Christopher McQuarrie, Sunnyi Melles, Noémie Merlant, Mads Mikkelsen, Helen Mirren, Julianne Moore, Kim Morgan, Emmanuel Mouret, Jeff Nichols, Deepika Padukone, Rossy de Palma, Benjamin Pavard, Glen Powell, Priscilla Presley, Margaret Qualley, Aisvarja Rai, Édgar Ramírez, Noomi Rapace, Emily Ratajkowski, Norman Reedus, Norman Reedus, Julia Roberts, Devon Ross, Agathe Rousselle, Toni Servillo, Léa Seydoux, Shakira, Scott Speedman, Kristen Stewart, Sharon Stone, Jeremy Strong, Tom Sturridge, Tilda Swinton, Omar Sy, Valeria Bruni Tedeschi, Miles Teller, Guillermo del Toro, Jasmine Trinca, Alicia Vikander, Forest Whitaker, Jean-Pascal Zadi, Florian Zeller